# اندیس آنومالی حسین‌آباد دوزنگان
آنومالی حسین آباد دوزنگان یک اندیس فلزی است که در حوالی شهر سهل آباد استان خراسان قرار دارد و مادهٔ معدنی موجود در آن، طلا است.سنگ میزبان این اندیس آندزیت، شیل، توف و ماسه سنگ است  در این اندیس، پاراژنز‌های منیتیت، هماتیت، کرومیت، پیروکسن، لیمونیت، پیریت، زیرکن، اپیدوت، باریت یافت می‌شوند.